# 달전로
달전로(Daljeon-ro)는 대한민국의 경상북도 포항시 북구 흥해읍 중심부를 연결하는 도로이다.

## 노선 경로
- 대련삼거리 - 새마을로 (국도 제31호선)
- 연화교차로 - 영일만대로
- 이인교
- 이인1교차로
- 포항역사거리 - 포항역로
- 달전오거리 - 소티재로 (국도 제7호선), 도음로, 성곡길